# Chiococca petrina
Chiococca petrina är en måreväxtart som beskrevs av Ira Loren Wiggins. Chiococca petrina ingår i släktet Chiococca och familjen måreväxter. Inga underarter finns listade i Catalogue of Life.